# Associazione Sportiva Roma 1945-1946
Questa voce raccoglie le informazioni riguardanti l'Associazione Sportiva Roma nelle competizioni ufficiali della stagione 1945-1946.

## Stagione
Finita la guerra, il campionato italiano riprende con la vecchia formula della divisione a due gironi per il nord e per il centro-sud. Molti giocatori che facevano parte della vecchia rosa abbandonano la squadra e altri, come il vecchio Pantò, fanno ritorno nella capitale. Sulla panchina Masetti viene sostituito da Giovanni Degni. La squadra si classifica terza nel girone, mentre nel girone finale, con le squadre del nord, arriva solo sesta. Il 7 luglio 1946, per la gara contro la Juventus, la Roma utilizza per la prima volta l'aereo per andare in trasferta.

## Divise
La divisa primaria è costituita da maglia rossa con collo a V giallo, pantaloncini bianchi, calze rosse bordate di giallo; in trasferta viene usata una maglia bianca, pantaloncini neri e calzettoni rossi bordati di giallo. Vengono usate in alcune occasioni altre divise nelle trasferte: una maglia grigia con colletto rosso e banda rossa orizzontale con pantaloncini neri e calze a strisce orizzontali gialle e rosse e una costituita da maglia verde, pantaloncini bianchi e gli stessi calzettoni della home. I portieri hanno due divise: una costituita da maglia grigia con colletto a polo, pantaloncini neri e calzettoni rossi bordati di giallo, l'altra presenta gli stessi calzettoni e calzoncini della terza divisa, abbinati con maglia verde decorata da una V gialla e rossa.
| Casa | Trasferta | Terza divisa | Quarta divisa | 1ª div. portiere | 2ª div. portiere |

## Organigramma societario
Di seguito l'organigramma societario.
Area direttiva
- Presidente: Pietro Baldassarre

Area tecnica
- Allenatore: Giovanni Degni

## Rosa
Di seguito la rosa.
| N. |                    | Ruolo | Calciatore          |
| -- | ------------------ | ----- | ------------------- |
|    | Italia (bandiera)  | P     | Cesare Francalancia |
|    | Italia (bandiera)  | P     | Fosco Risorti       |
|    | Italia (bandiera)  | D     | Sergio Andreoli     |
|    | Italia (bandiera)  | D     | Luigi Brunella      |
|    | Italia (bandiera)  | D     | Corrado Contin      |
|    | Italia (bandiera)  | C     | Vittorio Dagianti   |
|    | Italia (bandiera)  | C     | Luigi Di Pasquale   |
|    | Italia (bandiera)  | C     | Paolo Jacobini      |
|    | Italia (bandiera)  | C     | Claudio Matteini    |
|    | Albania (bandiera) | C     | Naim Krieziu        |

| N. |                      | Ruolo | Calciatore               |
| -- | -------------------- | ----- | ------------------------ |
|    | Italia (bandiera)    | C     | Ruggero Salar            |
|    | Italia (bandiera)    | C     | Enrico Schiavetti        |
|    | Italia (bandiera)    | A     | Amedeo Amadei (capitano) |
|    | Italia (bandiera)    | D     | Cesare Benedetti (II)    |
|    | Italia (bandiera)    | A     | Giuliano Borin           |
|    | Italia (bandiera)    | A     | Enzo Cozzolini           |
|    | Italia (bandiera)    | A     | Antonio Fusco            |
|    | Argentina (bandiera) | A     | Miguel Ángel Pantó       |
|    | Italia (bandiera)    | A     | Omero Urilli             |

## Calciomercato
Di seguito il calciomercato.
| Acquisti | Acquisti              | Acquisti      | Acquisti   |
| R.       | Nome                  | da            | Modalità   |
| -------- | --------------------- | ------------- | ---------- |
| P        | Fosco Risorti         | Montecatini   | definitivo |
| D        | Luigi Brunella        | Vigevano      | definitivo |
| D        | Corrado Contin        | Cormonese     | definitivo |
| C        | Luigi Di Pasquale     | Udinese       | definitivo |
| C        | Ruggero Salar         | Triestina     | definitivo |
| D        | Cesare Benedetti (II) | Treviso       | definitivo |
| A        | Giuliano Borin        | Italia Libera |            |
| A        | Antonio Fusco         | Italia Libera | definitivo |
| A        | Miguel Ángel Pantó    | -             | svincolato |

| Cessioni | Cessioni            | Cessioni    | Cessioni      |
| R.       | Nome                | a           | Modalità      |
| -------- | ------------------- | ----------- | ------------- |
| P        | Ippolito Ippoliti   | Rieti       | definitivo    |
| D        | Arvisto Ferioli     | ?           |               |
| D        | Renato Pastori      | Bologna     | definitivo    |
| D        | Alberto Piccinini   | Salernitana | definitivo    |
| C        | Ermes Borsetti      | Lecco       | definitivo    |
| C        | Edmondo Mornese     | -           | fine carriera |
| C        | Giuseppe Salvioli   | ?           |               |
| A        | Nazzareno Celestini | -           | fine carriera |
| A        | Nicola Fusco        | Rieti       | definitivo    |
| A        | Balilla Lombardi    | Forlì       | definitivo    |

## Risultati

### Divisione Nazionale 1945-1946 - Serie mista A-B Centro-Sud

#### Girone di andata
| Arbitro: | Galeati (Bologna) |

|  |           |            |
|  | Marcatori | 60’ Amadei |

| Roma 28 ottobre 1945, ore 15:00 2ª giornata | Roma           | 0 – 0 referto | Pescara | Stadio Nazionale (15.000 circa spett.)\| Arbitro: \| Mosca (Napoli) \| |
| Arbitro:                                    | Mosca (Napoli) |               |         |                                                                        |

| Arbitro: | Piselli (Firenze) |

|               |           |  |
| Cozzolini 20’ | Marcatori |  |

| Arbitro: | Bernardi (Bologna) |

|            |           |           |
| Degano 17’ | Marcatori | 3’ Urilli |

| 18 novembre 1945 5ª giornata |  | – Turno di riposo ROMA |  |  |

| Arbitro: | Scotto (Savona) |

|               |           |  |
| Cozzolini 53’ | Marcatori |  |

| Arbitro: | Gamba (Napoli) |

|            |           |  |
| Cavone 60’ | Marcatori |  |

| Arbitro: | Catalucci (Firenze) |

|                     |           |                            |
| Jacobini 48’ (aut.) | Marcatori | 3’, 84’ Amadei 30’ Krieziu |

| Roma 16 dicembre 1945 9ª giornata | Roma               | 0 – 0 referto | Napoli | Stadio Nazionale (23.000 circa spett.)\| Arbitro: \| Pizziolo (Firenze) \| |
| Arbitro:                          | Pizziolo (Firenze) |               |        |                                                                            |

| Arbitro: | Gamba (Napoli) |

|            |           |                      |
| Manola 69’ | Marcatori | 32’ Urilli 73’ Borin |

| 30 dicembre 1945 11ª giornata |  | – Turno di riposo ROMA |  |  |

| Arbitro: | Altomare (Taranto) |

|                        |           |              |
| Urilli 23’ Krieziu 86’ | Marcatori | 70’ Perugini |

#### Girone di ritorno
| Arbitro: | De Paola (Bari) |

|                             |           |  |
| Amadei 48’ Krieziu 80’, 86’ | Marcatori |  |

| Arbitro: | Scotti (Taranto) |

|                                 |           |                |
| Lanciaprima 48’ Tontodonati 75’ | Marcatori | 2’, 62’ Urilli |

| Arbitro: | Pizziolo (Firenze) |

|  |           |             |
|  | Marcatori | 87’ Krieziu |

| Arbitro: | Gamba (Napoli) |

|                            |           |                        |
| Schiavetti 15’ Krieziu 46’ | Marcatori | 20’ Piana 34’ Zidarich |

| 17 febbraio 1946 17ª giornata |  | – Turno di riposo ROMA |  |  |

| Arbitro: | Galeati (Bologna) |

|                      |           |  |
| Menti 61’ Gritti 76’ | Marcatori |  |

| Arbitro: | Pizziolo (Firenze) |

|              |           |             |
| Andreoli 83’ | Marcatori | 67’ Orlando |

| Arbitro: | Coppolone (Bari) |

|                                |           |                      |
| Urilli 2’, 47’ Amadei 11’, 51’ | Marcatori | 7’ Tori 48’ Colaneri |

| Arbitro: | Piselli (Firenze) |

|              |           |              |
| Andreolo 39’ | Marcatori | 50’ Dagianti |

| Arbitro: | Stampacchia (Nola) |

|  |           |            |
|  | Marcatori | 25’ Koenig |

| 31 marzo 1946 23ª giornata |  | – Turno di riposo ROMA |  |  |

| Arbitro: | Vannini (Bologna) |

|              |           |                                     |
| Perugini 85’ | Marcatori | 21’ Amadei 44’ Jacobini 66’ Krieziu |

### Divisione Nazionale 1945-1946 - Girone finale Divisione Nazionale

#### Girone di andata
| Arbitro: | Scorzoni (Bologna) |

|  |           |                                                                          |
|  | Marcatori | 5’ Castigliano 6’, 18’ Mazzola 7’ Ossola 9’ Ferraris 15’ Loik 46’ Grezar |

| Arbitro: | Zelocchi (Modena) |

|          |           |            |
| Stua 22’ | Marcatori | 77’ Amadei |

| Arbitro: | Silvano (Torino) |

|                    |           |  |
| Annovazzi 23’, 61’ | Marcatori |  |

| Roma 19 maggio 1946, ore 16:30 4ª giornata | Roma            | 0 – 0 referto | Juventus | Stadio Nazionale (22.000 circa spett.)\| Arbitro: \| Scotto (Savona) \| |
| Arbitro:                                   | Scotto (Savona) |               |          |                                                                         |

| Arbitro: | Bonivento (Venezia) |

|                  |           |            |
| Barbieri 8’, 39’ | Marcatori | 16’ Amadei |

| Arbitro: | Bertolio (Torino) |

|              |           |  |
| Jacobini 78’ | Marcatori |  |

| Arbitro: | Gamba (Napoli) |

|                    |           |  |
| Brunella 5’ (aut.) | Marcatori |  |

#### Girone di ritorno
| Arbitro: | Bellè (Venezia) |

|                                        |           |                        |
| Grezar 37’ Castigliano 41’, 67’ (rig.) | Marcatori | 39’ (rig.), 51’ Amadei |

| Arbitro: | Silvano (Torino) |

|                                           |           |                     |
| Soldani 25’ (aut.) Amadei 41’ Krieziu 64’ | Marcatori | 38’ (rig.) Zidarich |

| Arbitro: | Galeati (Bologna) |

|                        |           |                            |
| Krieziu 35’ Amadei 39’ | Marcatori | 48’ Antonini 56’ Puricelli |

| Arbitro: | Carpani (Milano) |

|                             |           |             |
| Rava 49’ (rig.), 75’ (rig.) | Marcatori | 23’ Krieziu |

| Arbitro: | Camiolo (Milano) |

|                          |           |  |
| Dagianti 17’ Krieziu 23’ | Marcatori |  |

| Arbitro: | De Paola (Bari) |

|                  |           |  |
| Di Benedetti 54’ | Marcatori |  |

| Arbitro: | Agnolin (Bassano del Grappa) |

|                                              |           |  |
| Luigi Di Pasquale 42’ Krieziu 45’ Amadei 67’ | Marcatori |  |

## Statistiche

### Statistiche di squadra
Di seguito le statistiche di squadra.
| Competizione                             | Punti | In casa | In casa | In casa | In casa | In casa | In casa | In trasferta | In trasferta | In trasferta | In trasferta | In trasferta | In trasferta | Totale | Totale | Totale | Totale | Totale | Totale | DR  |
| Competizione                             | Punti | G       | V       | N       | P       | Gf      | Gs      | G            | V            | N            | P            | Gf           | Gs           | G      | V      | N      | P      | Gf     | Gs     | DR  |
| ---------------------------------------- | ----- | ------- | ------- | ------- | ------- | ------- | ------- | ------------ | ------------ | ------------ | ------------ | ------------ | ------------ | ------ | ------ | ------ | ------ | ------ | ------ | --- |
| Divisione Nazionale mista A-B Centro-Sud | 27    | 10      | 5       | 4       | 1       | 14      | 7       | 10           | 5            | 3            | 2            | 14           | 10           | 20     | 10     | 7      | 3      | 28     | 17     | +11 |
| Girone finale Divisione Nazionale        | 11    | 7       | 4       | 2       | 1       | 11      | 10      | 7            | 0            | 1            | 6            | 5            | 12           | 14     | 4      | 3      | 7      | 16     | 22     | -6  |
| Totale                                   | -     | 17      | 9       | 6       | 2       | 25      | 17      | 17           | 5            | 4            | 8            | 19           | 22           | 34     | 14     | 10     | 10     | 44     | 39     | +5  |

### Andamento in campionato

#### Serie mista A-B Centro-Sud
| Giornata  | 1 | 2 | 3 | 4 | 5 | 6 | 7 | 8 | 9 | 10 | 11 | 12 | 13 | 14 | 15 | 16 | 17 | 18 | 19 | 20 | 21 | 22 | 23 | 24 |
| --------- | - | - | - | - | - | - | - | - | - | -- | -- | -- | -- | -- | -- | -- | -- | -- | -- | -- | -- | -- | -- | -- |
| Luogo     | T | C | C | T | - | C | T | T | C | T  | -  | C  | C  | T  | T  | C  | -  | T  | C  | C  | T  | C  | -  | T  |
| Risultato | V | N | V | N | - | V | P | V | N | V  | -  | V  | V  | N  | V  | N  | -  | P  | N  | V  | N  | P  | -  | V  |
| Posizione | 1 | 2 | 2 | 1 | 1 | 1 | 2 | 1 | 1 | 1  | 1  | 1  | 1  | 1  | 1  | 1  | 1  | 1  | 1  | 1  | 1  | 1  | 4  | 3  |

Legenda:

Luogo: C = Casa; T = Trasferta. Risultato: V = Vittoria; N = Pareggio; P = Sconfitta.

#### Girone finale Divisione Nazionale
| Giornata  | 1 | 2 | 3 | 4 | 5 | 6 | 7 | 8 | 9 | 10 | 11 | 12 | 13 | 14 |
| --------- | - | - | - | - | - | - | - | - | - | -- | -- | -- | -- | -- |
| Luogo     | C | T | T | C | T | C | T | T | C | C  | T  | C  | T  | C  |
| Risultato | P | N | P | N | P | V | P | P | V | N  | P  | V  | P  | V  |
| Posizione | 5 | 5 | 6 | 6 | 7 | 6 | 6 | 7 | 6 | 6  | 6  | 6  | 7  | 6  |

Legenda:

Luogo: C = Casa; T = Trasferta. Risultato: V = Vittoria; N = Pareggio; P = Sconfitta.

### Statistiche dei giocatori
Desunte dalle testate giornalistiche dell'epoca.
| Giocatore         | Divisione Nazionale Divisione mista A-B Centro-Sud | Divisione Nazionale Divisione mista A-B Centro-Sud | Divisione Nazionale Girone finale | Divisione Nazionale Girone finale | Totale   | Totale |
| Giocatore         | Presenze                                           | Reti                                               | Presenze                          | Reti                              | Presenze | Reti   |
| ----------------- | -------------------------------------------------- | -------------------------------------------------- | --------------------------------- | --------------------------------- | -------- | ------ |
| C. Francalancia   | 0                                                  | -0                                                 | 7                                 | -6                                | 7        | -6     |
| F. Risorti        | 20                                                 | -17                                                | 7                                 | -16                               | 27       | -33    |
| S. Andreoli       | 19                                                 | 1                                                  | 7                                 | 0                                 | 26       | 1      |
| L. Brunella       | 7                                                  | 0                                                  | 14                                | 0                                 | 21       | 0      |
| C. Contin         | 14                                                 | 0                                                  | 7                                 | 0                                 | 21       | 0      |
| V. Dagianti       | 17                                                 | 1                                                  | 14                                | 1                                 | 31       | 2      |
| L. Di Pasquale    | 2                                                  | 0                                                  | 4                                 | 1                                 | 6        | 1      |
| P. Jacobini       | 20                                                 | 1                                                  | 9                                 | 1                                 | 29       | 2      |
| C. Matteini       | 16                                                 | 0                                                  | 14                                | 0                                 | 30       | 0      |
| N. Krieziu        | 20                                                 | 7                                                  | 13                                | 5                                 | 33       | 12     |
| R. Salar          | 19                                                 | 0                                                  | 13                                | 0                                 | 32       | 0      |
| E. Schiavetti     | 11                                                 | 1                                                  | 13                                | 0                                 | 24       | 1      |
| A. Amadei         | 20                                                 | 7                                                  | 14                                | 7                                 | 34       | 14     |
| C. Benedetti (II) | 5                                                  | 0                                                  | 1                                 | 0                                 | 6        | 0      |
| G. Borin          | 5                                                  | 1                                                  | 1                                 | 0                                 | 6        | 1      |
| E. Cozzolini      | 7                                                  | 2                                                  | 2                                 | 0                                 | 9        | 2      |
| A. Fusco          | 1                                                  | 0                                                  | 1                                 | 0                                 | 2        | 0      |
| M. Pantó          | 0                                                  | 0                                                  | 11                                | 0                                 | 11       | 0      |
| O. Urilli         | 17                                                 | 7                                                  | 2                                 | 0                                 | 19       | 7      |

### Videografia
- Manuela Romano (a cura di), La storia della A.S. Roma (10 DVD-Video), Corriere dello Sport, Rai Trade, 2006.